# Bedoro
Bedoro is een bestuurslaag in het regentschap Sragen van de provincie Midden-Java, Indonesië. Bedoro telt 4827 inwoners (volkstelling 2010).